# Cryptotrema
Cryptotrema es un género de peces marinos de la familia de los labrisómidos, en el orden de los Perciformes.

## Especies
Existen las siguientes especies en este género:
- Cryptotrema corallinum (Gilbert, 1890) - Trambollo de profundidad.
- Cryptotrema seftoni (Hubbs, 1954) - Trambollo escondido.